# Estación de École Militaire
École Militaire (en español: Escuela Militar) es una estación de la línea 8 del metro de París situada en el VII Distrito, al oeste de la capital.

## Historia
Fue inaugurada el 13 de julio de 1913.

## Descripción
Está compuesta de dos vías y de dos andenes laterales de 75 metros de longitud. 
Es junto a la estación de Concorde, la única estación de la línea, que debido a su escasa profundad está diseñada con un techo metálico compuesto de tramos semicirculares que sostienen un conjunto de vigas de acero. Las paredes verticales, por su parte, están revestidas de los habituales azulejos blancos biselados del metro parisino, algo poco frecuente en las estaciones de este tipo donde se suele preferir azulejos de mayor tamaño o planos. Hasta el 2009, estos azulejos no eran visibles ya que la estación, siguiendo el estilo Carrossage, estaba forrada por paneles metálicos y molduras. 
Con su renovación la estación se ha dotado también de un sistema de iluminación propio.
Más habitual, es la tipografía Parisine empleada en la señalización, donde el nombre de la estación aparece en letras blancas sobre un panel metálico de color azul. O los asientos, que son  los modernos Coquille o Smiley, unos asientos en forma de cuenco inclinado para que parte del mismo pueda usarse como respaldo y que poseen un hueco en la base en forma de sonrisa.